# 1834 en musique classique
| \| • Retour à la chronologie générale de la musique classique • \| |
| Grèce • Rome • Haut Moyen Âge • VIIIe siècle • IXe siècle • Xe siècle • XIe siècle XIIe siècle • XIIIe siècle • XIVe siècle • XVe siècle • XVIe siècle • XVIIe siècle XVIIIe siècle • XIXe siècle • XXe siècle • XXIe siècle |
| • Retour à la chronologie générale de la musique classique • |

| Années en musique classique : 1831 - 1832 - 1833 - 1834 - 1835 - 1836 - 1837    |
| Décennies en musique classique : 1800 - 1810 - 1820 - 1830 - 1840 - 1850 - 1860 |

Cet article présente les faits marquants de l'année 1834 en musique.

## Événements

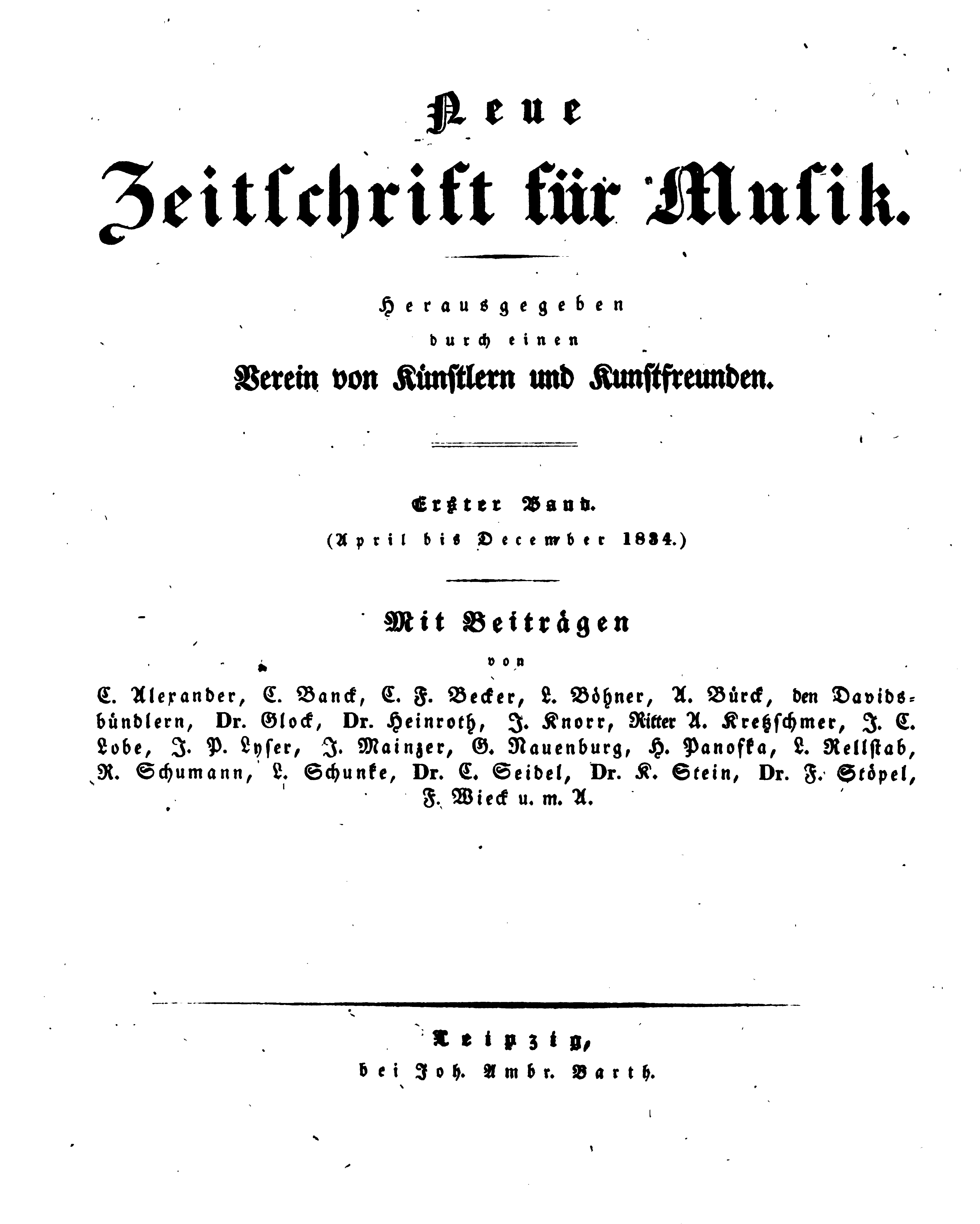
Première page du premier numéro de la Neue Zeitschrift für Musik

- 3 avril : la revue Neue Zeitschrift für Musik, magazine de musicologie publié à Leipzig et créé par Robert Schumann, sort son premier exemplaire.
- avril : la Sonata per la Grand Viola de Niccolò Paganini, créée à Londres.
- 25 septembre : l'opéra-comique Le Chalet d'Adolphe Adam créé à l'Opéra-Comique de Paris. Cette œuvre sera considérée comme marquant le point de départ de l'Opérette, et influencera notamment Offenbach.
- 18 octobre : création de Buondelmonte de Donizetti, à Naples
- 23 novembre :  Harold en Italie, symphonie pour alto de Berlioz, créé à Paris dans la salle du Conservatoire avec Chrétien Urhan à l'alto, et Narcisse Girard à la direction.
- 24 décembre : création de Gemma di Vergy de Donizetti, à Milan.

Date indéterminée
- Richard Wagner compose l'opéra Das Liebesverbot.

## Prix de Rome
1er Prix : Antoine Elwart, 2e Prix : Hippolyte-Raymond Colet et Xavier Boisselot, avec la cantate L'Entrée en Loge.

## Naissances

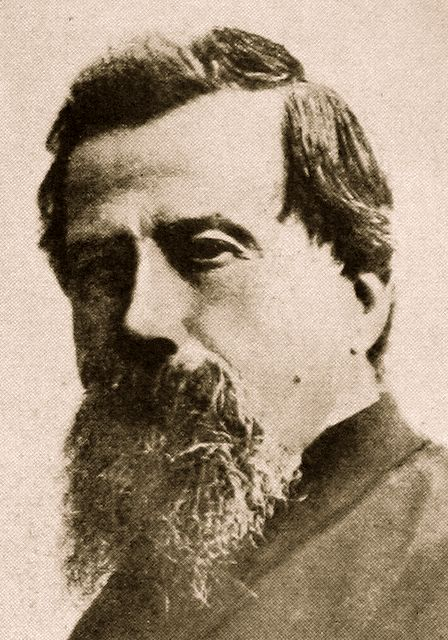
Amilcare Ponchielli

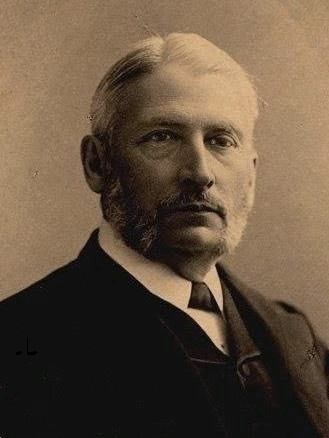
Ernest Gagnon

- 1er janvier : Ludovic Halévy, auteur dramatique, librettiste d'opérettes et d'opéras, et romancier français († 7 mai 1908).
- 14 janvier : Ludwig Abel, violoniste, chef d'orchestre et compositeur allemand († 13 août 1895).
- 18 janvier : Gérard Joseph Xhrouet, instrumentiste clarinettiste belge († 20 mai 1905).
- 20 janvier : Théodore Salomé, organiste, maître de chapelle et compositeur français († 26 juillet 1896).
- 5 mars : Marietta Piccolomini, soprano italienne († 11 décembre 1899).
- 16 mars : Otto Kitzler, chef d'orchestre, violoncelliste et pédagogue allemand († 6 septembre 1915).
- 23 mars : Julius Reubke, compositeur, pianiste et organiste allemand († 3 juin 1858).
- 31 mars : Émile Wartel, baryton français (mort après 1868)
- 1er avril : Isidore Legouix, compositeur français († 15 septembre 1916).
- 17 avril : Marie Trélat, mezzo-soprano française († 2 mars 1914).
- 2 juin : Teresa Stolz, soprano italienne († 23 août 1902).
- 13 juin : Albert Becker, compositeur et chef d'orchestre allemand († 10 janvier 1899).
- 6 août : Arthur Pougin, historien et critique musical français († 8 août 1921).
- 9 août : Elias Álvares Lobo, compositeur brésilien († 15 décembre 1901).
- 17 août : Peter Benoit, compositeur et professeur de musique belge († 8 mars 1901).
- 1er septembre : Amilcare Ponchielli, compositeur italien († 16 janvier 1886).
- 21 septembre : Charles Lamoureux, violoniste et chef d'orchestre français († 21 décembre 1899).
- 26 septembre : Pierre Grivot, comédien et chanteur français († 25 août 1912).
- 3 octobre : Vilém Blodek, flûtiste, pianiste et compositeur tchèque († 1er mai 1874).
- 4 octobre : Helen Lemmens-Sherrington, soprano anglaise († 9 mai 1906).
- 15 octobre : William Alexander Barrett, musicographe britannique († 17 octobre 1891).
- 7 novembre : Ernest Gagnon, organiste, compositeur, écrivain et historien canadien († 15 septembre 1915).
- 1er décembre : Pauline Lauters, chanteuse d'opéra belge († 10 mai 1918).
- 13 décembre : Wilhelmine Clauss-Szarvady, pianiste franco-tchèque († 2 septembre 1907).

Date indéterminée
- Tekla Bądarzewska, compositrice polonaise († 29 septembre 1861).
- Ferdinando Busoni, clarinettiste et compositeur italien († 1909).
- Anatole Loquin, écrivain et musicographe français († 1903).

## Décès
- 23 mai : Charles Wesley junior, organiste et compositeur anglais (° 11 décembre 1757).
- 29 juin : Alexandre-Étienne Choron, compositeur et pédagogue français (° 21 octobre 1771).
- 7 septembre : Jacques-Marie Beauvarlet-Charpentier, organiste et compositeur français (° 31 juillet 1766).
- 8 octobre : François Boieldieu, compositeur français (° 16 décembre 1775).